# Chiesa di San Zenone (San Zenone al Lambro)
La chiesa di San Zenone è la parrocchiale di San Zenone al Lambro, in città metropolitana di Milano e diocesi di Lodi; fa parte del vicariato di Lodi Vecchio-San Martino in Strada.

## Storia
La primitiva chiesa di San Zenone fu costruita presumibilmente intorno all'anno Mille. Nel 1690 l'allora parroco, don Mareschi, chiese formalmente che fosse eretta una nuova chiesa. Il nuovo edificio fu iniziato il 14 maggio 1704 e terminato nel 1705, quando era parroco don Carlo Quinteri. La chiesa venne consacrata il 23 ottobre 1711 dal vescovo di Lodi Ortensio Visconti. Tra il 1775 ed il 1777 furono decorate le cappelle laterali e, il 4 maggio 1793, venne impartita la consacrazione dell'altar maggiore. Nel 1950 furono eseguiti gli affreschi del presbiterio, nel 1988 ristrutturati il tetto e la facciata, nel 1991 restaurati gli affreschi che abbelliscono la navata ed, infine, tra il 2010 ed il 2012, si procedette al consolidamento sia della chiesa che del campanile.